# Калинское сельское поселение
Ка́линское се́льское поселе́ние — бывшее муниципальное образование, входившее в состав Чусовского муниципального района Пермского края Российской Федерации.
Административный центр — рабочий посёлок Калино.

## История
Статус и границы сельского поселения установлены Законом Пермской области от 1 декабря 2004 года № 1892-414 «Об утверждении границ и о наделении статусом муниципальных образований административной территории города Чусового Пермского края».
Упразднено Законом Пермского края от 25 марта 2019 года N 375-ПК путём объединения с другими муниципальными образованиями Чусовского муниципального района в новое муниципальное образование — Чусовской городской округ.

## Население
| 2010  | 2012  | 2013  | 2014  | 2015  | 2016  | 2017  |
| ----- | ----- | ----- | ----- | ----- | ----- | ----- |
| 2559  | ↗2605 | ↘2574 | ↘2561 | ↗2583 | ↘2549 | ↘2475 |
| 2018  | 2019  |       |       |       |       |       |
| ↘2457 | ↘2413 |       |       |       |       |       |

## Населённые пункты
В состав сельского поселения входили 7 населённых пунктов:
| № | Населённый пункт | Тип                   | Население |
| - | ---------------- | --------------------- | --------- |
| 1 | Вереинский       | посёлок разъезда      | ↘18       |
| 2 | Калино           | рабочий посёлок (пгт) | ↘1600     |
| 3 | Кряж             | деревня               | →89       |
| 4 | Лещевка          | деревня               | ↘82       |
| 5 | Макариха         | деревня               | ↘6        |
| 6 | Мульково         | деревня               | ↘115      |
| 7 | Шипицино         | деревня               | ↗3        |